# Sinus Lunicus

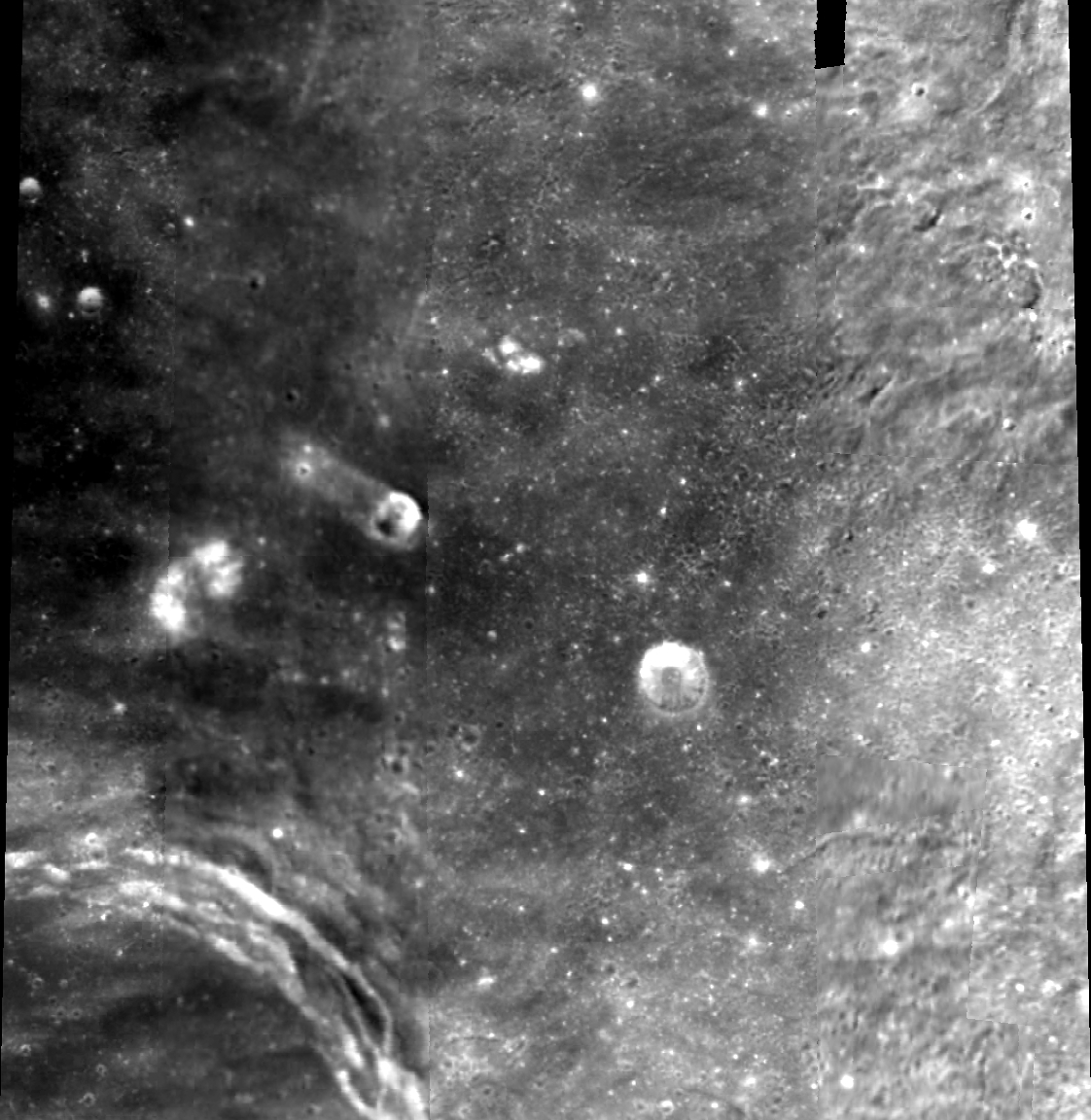
Sinus Lunicus

Sinus Lunicus (łac. Zatoka Łuny 2) – zatoka księżycowego morza Mare Imbrium. Jej współrzędne selenograficzne to 31,8° N; 1,4° W, a średnica wynosi 126 km. Nazwa została zatwierdzona przez Międzynarodową Unię Astronomiczną w roku 1970.